# Eclipsea luna
Eclipsea luna är en fjärilsart som beskrevs av George Francis Hampson 1891. Eclipsea luna ingår i släktet Eclipsea och familjen nattflyn. Inga underarter finns listade i Catalogue of Life.